# Europäische Besiedlung in Araukanien

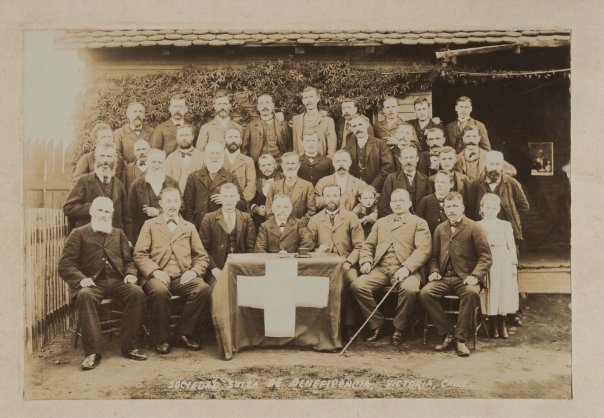
Die Schweizerische Wohlfahrtsgesellschaft von Victoria am Ende des 19. Jahrhunderts

Die europäische Besiedlung der Region Araukanien, einschließlich der heutigen Región de La Araucanía und der Provinz Arauco im Süden Chiles, war ein bedeutender Prozess der Bevölkerungsansiedlung, Städteentwicklung sowie landwirtschaftlichen Erschließung. Dieser Prozess wurde durch die Gründung von Gemeinden durch europäische Einwanderer vorangetrieben und ab 1883 von der chilenischen Regierung aktiv gefördert, nachdem die militärischen Auseinandersetzungen im Zuge der Okkupation Araukaniens beendet worden waren. Ziel dieser Maßnahmen war die territoriale Erweiterung des chilenischen Staatsgebiets gegen Ende des 19. Jahrhunderts und zu Beginn des 20. Jahrhunderts. Die Besiedlungen erfolgten parallel zur europäischen Expansion nach Chiloé und verliefen unter vergleichbaren Rahmenbedingungen. Nicht in diese Betrachtung eingeschlossen sind Kreolen spanischer Abstammung, die bereits vor der Unabhängigkeit Chiles eingewandert und inzwischen chilenische Staatsbürger waren, da sie nicht mehr als ausländische Bevölkerung galten.
Da diese Initiative von der Republik Chile sechzig Jahre nach ihrer Unabhängigkeit vom spanischen Kolonialreich geplant wurde, wurden europäische Einwanderer angeworben, die sich freiwillig im Land niederließen, mit dem Ziel, sich vollständig in die überwiegend spanischsprachige und kreolisch-mestizische chilenische Gesellschaft zu integrieren. Daher wird dieser Prozess von der chilenischen Geschichtsschreibung nicht als eine Form des Kolonialismus betrachtet, auch wenn die Behandlung der indigenen Bevölkerung in einigen Aspekten und Kontexten kritisch gesehen wird. Während des gesamten Prozesses griffen keine ausländischen Mächte oder Nationen ein.

## Vorgeschichte

### Besiedlung Araukaniens nach der Befriedung

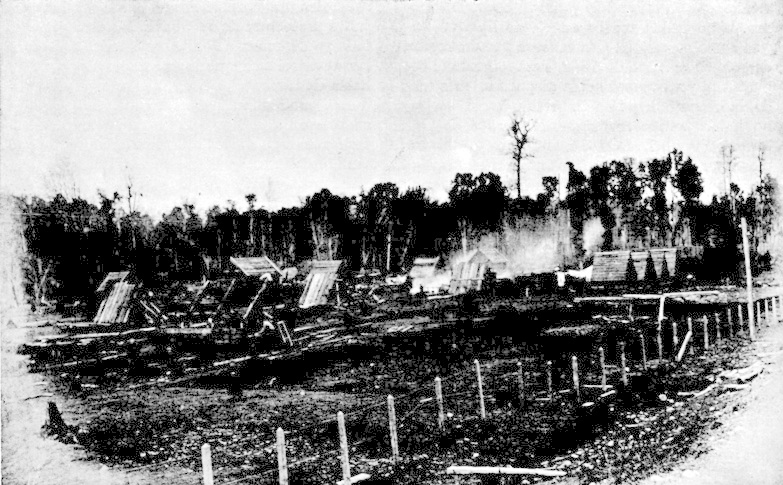
1903 in Gorbea gegründete Burengemeinde

Die nach der sogenannten „Befriedung“ von Araukanien besiedelten Gebiete wurden zur Zeit des Arauco-Krieges von der Generalkapitanat von Chile als La Frontera (Die Grenze) bezeichnet. Diese Bezeichnung beruhte auf dem Umstand, dass es der spanischen Kolonialmacht aufgrund des anhaltenden Widerstands der Mapuche nicht gelungen war, das Gebiet vollständig in ihr Herrschaftsgebiet zu integrieren. Infolgedessen war das chilenische Staatsgebiet über lange Zeit de facto auf den Abschnitt zwischen den Flüssen Biobío und Toltén begrenzt. Diese geopolitische Lage stellte ein strategisches Problem für die chilenischen Behörden dar, die nach der Unabhängigkeit von Spanien bestrebt waren, das nationale Territorium durch die Gründung strategisch gelegener Siedlungen zu konsolidieren. Ziel war es, staatliche Souveränität zu festigen, mögliche ausländische Invasionen zu verhindern und wirtschaftliche Potenziale der Region zu erschließen.
Nach dem Ende des Salpeterkriegs ließ das Interesse der chilenischen Mehrheitsbevölkerung an der Besiedlung Araukaniens deutlich nach. Staatliche Ressourcen und politische Maßnahmen konzentrierten sich zu dieser Zeit vorrangig auf die Chilenisierung der zuvor peruanischen Gebiete Tacna, Arica und Tarapacá, wobei die beiden letzteren heute Teil der chilenischen Regionen Arica y Parinacota und Tarapacá sind. Um dennoch die Ansiedlung im Süden zu fördern, begann die Regierung mit der Anwerbung ausländischer Siedler, die die gewünschten landwirtschaftlichen und kulturellen Voraussetzungen mitbrachten. Zu diesem Zweck wurden spezielle Besiedlungsagenten eingesetzt, die vor allem in Europa aktiv Einwanderer rekrutierten. Dieses Vorgehen folgte einem Modell, das zuvor bereits bei der Besiedlung der Region um den Llanquihue-See Anwendung gefunden hatte. Rechtliche Grundlage bildete das chilenische „Gesetz zur selektiven Einwanderung“ von 1845, das insbesondere die Zuwanderung deutschsprachiger Siedler unterstützte. Das vom chilenischen Präsidenten Manuel Bulnes Prieto erlassene Gesetz sicherte den ankommenden Siedlern eine Reihe von Garantien zu, einschließlich der sofortigen Einbürgerung als chilenische Staatsbürger.
Der Grenzvertrag zwischen Argentinien und Chile von 1881, der in mehreren Abschnitten Spielraum für unterschiedliche Auslegungen ließ, sowie frühere Versuche englischer und niederländischer Freibeuter, in das Gebiet der heutigen Region Araukanien vorzudringen, führten dazu, dass die chilenischen Behörden die Besiedlung des südlichen Territoriums zunehmend unter dem Gesichtspunkt der nationalen Sicherheit und territorialen Souveränität betrachteten. Hinzu kam der erfolglose Versuch des französischen Abenteurers Orélie Antoine de Tounens, Mitte des 19. Jahrhunderts ein „Königreich von Araukanien und Patagonien“ auszurufen, in dem er sich selbst zum „König der Mapuche“ ernannte. Diese und ähnliche Entwicklungen verstärkten den politischen Willen in Chile, eine effektive staatliche Präsenz in der Region zu etablieren.
Einheimische Gemeinschaften unterzeichneten nach militärischen Niederlagen Vereinbarungen mit dem chilenischen Staat, wobei die Bedingungen durch staatliche Vorgaben bestimmt waren. Die offizielle Politik sah eine räumliche Trennung zwischen indigenen Gruppen und neu angesiedelten Siedlern vor. Indigene Familien erhielten sogenannte títulos de merced, die ihnen eine gewisse kollektive Landnutzung und kulturelle Autonomie ohne Souveränität zusichern sollten. Den als „Siedler“ anerkannten europäischen Einwanderern wurden ihrerseits Grundstücke zugewiesen, die über das Ministerium für Äußeres, Kultus und Besiedlung je nach Familienstand und Herkunft verwaltet wurden. Ein Teil der Zuwanderer kam auch unabhängig nach Chile und konnte staatlich verfügbares Land direkt erwerben oder beleihen. Die rechtliche Grundlage für diese Maßnahmen war das Gesetz „Gründung von Siedlungen in indigenen Gebieten“ (Ley de fundación de colonias en territorios indígenas), das am 4. Dezember 1866 vom chilenischen Nationalkongress verabschiedet wurde.
Laut einer amtlichen Erhebung aus dem Jahr 1901 lebten in der Region Araukanien rund 36.000 in Europa geborene Personen. Etwa 24.000 davon waren durch das staatliche Besiedlungsprogramm angeworben worden, während rund 12.000 auf eigene Initiative nach Chile eingewandert waren. Diese Gruppe machte etwa 1,3 % der Gesamtbevölkerung des Landes gemäß der Volkszählung von 1895 aus.

### Sozioökonomische Voraussetzungen

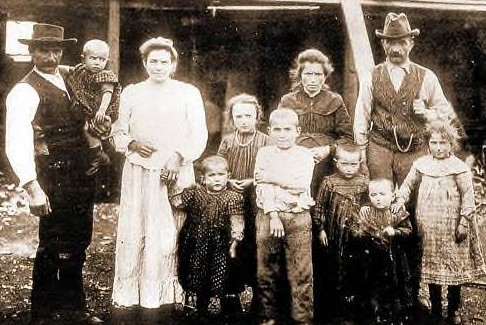
Eine italienische Migrantenfamilie und ihre Kinder in Capitán Pastene im Jahr 1910

Bei der Ankunft der Siedler befand sich die Region in einem Zustand extremer Armut: Analphabetismus war weit verbreitet, die Lebenserwartung gering und grundlegende öffentliche Dienste wie Gesundheitsversorgung, Bildung, Transport, öffentliche Sicherheit, Feuerwehr, Trinkwasser und Abwasserentsorgung fehlten weitgehend oder existierten nur in rudimentärer Form, unter prekären Bedingungen. Hinzu kam das Fehlen einer ausgebauten Verkehrsinfrastruktur. Die mangelnden Straßenverbindungen zwischen den verschiedenen Ortschaften erschwerten sowohl den innerregionalen Verkehr als auch die Kommunikation erheblich.
Nach ihrer Ansiedlung gründeten die europäischen Siedler in vielen Ortschaften der Araukanie die ersten laizistischen Schulen und Krankenhäuser. Dank der Anwesenheit von Lehrkräften und Ärzten mit Studienabschlüssen aus Europa und einigen chilenischen Universitäten (vor allem Santiago) konnten sie diese Einrichtungen etablieren.
Zuvor hatten überwiegend römisch-katholische Missionare – darunter Franziskaner, Kapuziner und Jesuiten – den Bildungsauftrag übernommen, vorrangig unter dem Begriff der „missionarischen Bildung“.
Auch in der Berichterstattung trugen die Siedler zur regionalen Entwicklung bei: Sie gründeten die ersten lokalen Zeitungen, darunter El Colono, die von 1885 bis 1938 in Angol erschien und die sogenannte „informationelle Wüste“ der Provinz Malleco beendete.
In puncto öffentliche Sicherheit waren vor der Besiedlung zahlreiche Regionen durch Banden und einzelne Gesetzlose geprägt, darunter Viehdiebe und Straßenräuber, die dank ihrer Ortskenntnis in den Wäldern, Hügeln und Sümpfen unbemerkt operieren konnten. Die neuen Einwanderer wurden vermehrt Opfer solcher Überfälle.
Zur Eindämmung der Kriminalität stellte die chilenische Armee 1896 die Einheit Cuerpo de Gendarmes de las Colonias unter der Führung von Kapitän Pedro Trizano Avezzana auf. Diese paramilitärisch organisierte Truppe agierte als ländliche Polizeieinheit und hatte die Aufgabe, in den frisch besiedelten Gebieten für Sicherheit zu sorgen.

## Klimafaktor
Das Klima der chilenischen Regionen Biobío und La Araucanía weist in vielen Aspekten Parallelen zum gemäßigten Klima Mitteleuropas auf. Beide Regionen verfügen über ausgeprägte Jahreszeiten, mit milden bis warmen Sommern und relativ kühlen, feuchten Wintern. Die durchschnittlichen Niederschlagsmengen sowie die Temperaturschwankungen über das Jahr ähneln in weiten Teilen jenen in Ländern wie Deutschland, der Schweiz oder Österreich.
Diese klimatische Ähnlichkeit spielte bei der europäischen Besiedlung Südchiles seit dem 19. Jahrhundert eine bedeutende Rolle. Insbesondere für Siedler aus Mitteleuropa bot das vergleichbare Klima günstige Voraussetzungen für die landwirtschaftliche Nutzung und erleichterte die Anpassung an die lokalen Umweltbedingungen. Die Ähnlichkeit der Vegetation, Böden und klimatischen Verhältnisse ermöglichte es vielen Auswanderern, vertraute landwirtschaftliche Praktiken und Bauweisen mit Erfolg anzuwenden. In diesem Zusammenhang wird häufig darauf hingewiesen, dass sich Migrantengruppen im Allgemeinen besser an Regionen anpassen können, deren natürliche Gegebenheiten den Bedingungen ihrer Herkunftsländer ähneln.

## Von Europäern gegründete Gemeinden

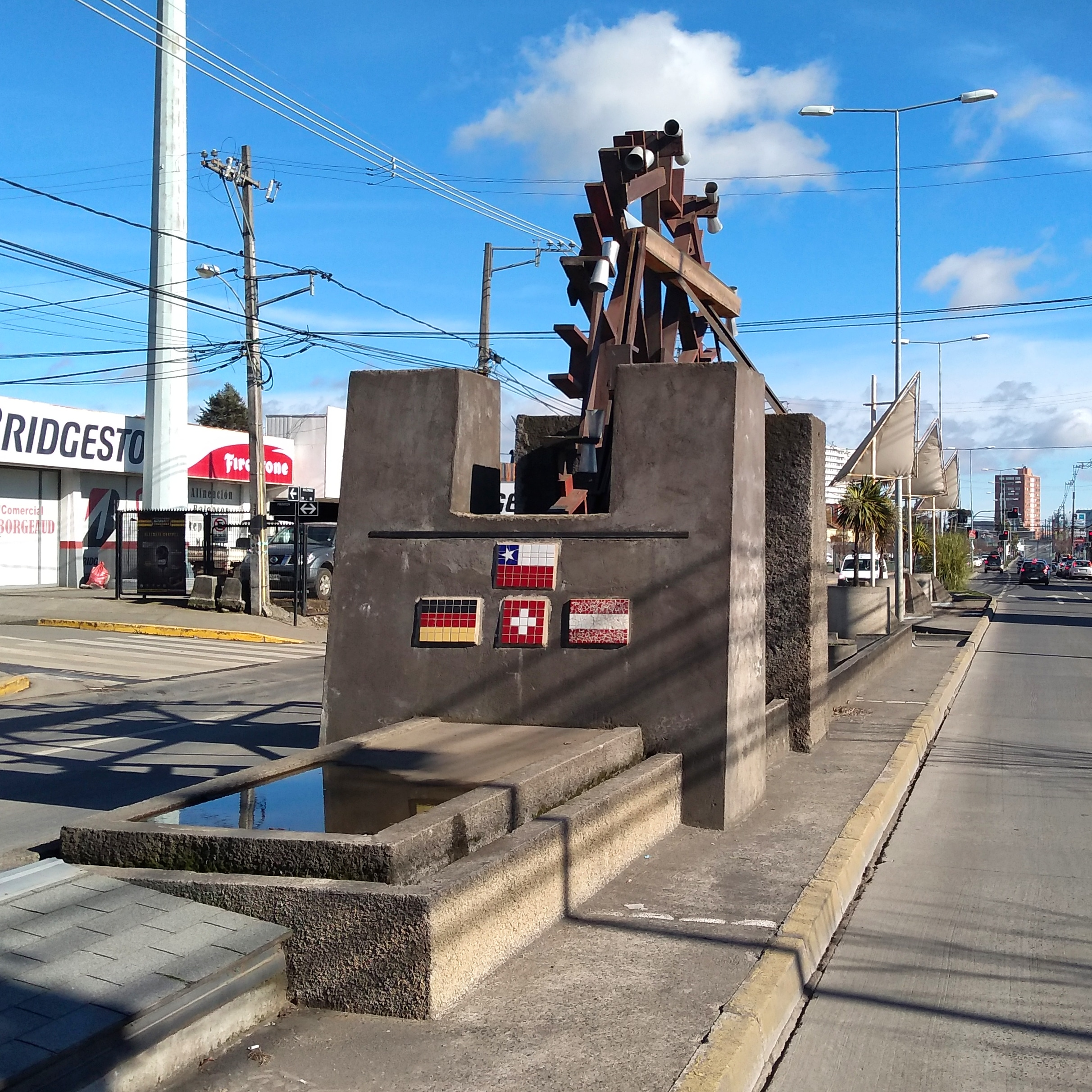
Denkmal für deutschsprachige Auswanderer aus Deutschland, Österreich und der Schweiz in Colonia Humán, im heutigen Los Ángeles, der Provinzhauptstadt von Biobío.

Im Zuge der europäischen Besiedlung der Region Araukanien entstanden zahlreiche Gemeinden, die von europäischen Einwanderern gegründet wurden. Diese Siedlungen entwickelten sich unterschiedlich und weisen heute je nach Größe, Lage und Bevölkerungsentwicklung verschiedene politische und administrative Status auf. Aufgrund der weiterhin bestehenden soziokulturellen Verbindungen unterhalten mehrere europäische Staaten Honorarkonsulate in Temuco und Concepción, den Regionalhauptstädten der Regionen La Araucanía und Biobío. Die folgenden Gemeinschaften wurden seit dieser Zeit gegründet oder zeichnen sich durch eine bedeutende Präsenz europäischer Auswanderer folgender Herkunft aus:
- Schweizerische Präsenz: Collipulli, Ercilla (damals Huequén), Galvarino, Purén, Traiguén, Quechereguas, Quillén (heute Perquenco), Quino und Victoria.

- Deutsche Präsenz: Colonia Humán (heute Teil von Los Ángeles), Contulmo, Ercilla, Faja Maisan und Nueva Imperial.

- Österreichische Präsenz: Colonia Humán.

- Französische Präsenz: Lautaro, Lebu und Traiguén.

- Niederländische oder burische Präsenz: Boroa, Faja Maisan, Gorbea und Pitrufquén.
- Britische Präsenz: Lebu, Quino und Nueva Imperial.

- Italienische Präsenz: Capitán Pastene.

- Baskische Präsenz: Lebu und Cañete.